# Dibble (Oklahoma)
Dibble é uma cidade  localizada no estado norte-americano de Oklahoma, no Condado de McClain.

## Demografia
Segundo o censo norte-americano de 2000, a sua população era de 289 habitantes.
Em 2006, foi estimada uma população de 282, um decréscimo de 7 (-2.4%).

## Geografia
De acordo com o United States Census Bureau tem uma área de
6,9 km², dos quais 6,9 km² cobertos por terra e 0,0 km² cobertos por água. Dibble localiza-se a aproximadamente 379 m acima do nível do mar.

## Localidades na vizinhança
O diagrama seguinte representa as localidades num raio de 20 km ao redor de Dibble.